# Mertasaari (ö i Mellersta Finland, Äänekoski, lat 62,65, long 25,68)
Mertasaari är en ö i Finland. Den ligger i sjön Sumiainen och i kommunen Äänekoski i den ekonomiska regionen  Äänekoski ekonomiska region  och landskapet Mellersta Finland, i den centrala delen av landet, 280 km norr om huvudstaden Helsingfors. Öns area är 7,1 hektar och dess största längd är 400 meter i öst-västlig riktning.